# Липа Івана Франка
Липа Івана Франка — ботанічна пам'ятка природи місцевого значення в Україні.
Росте в селі Курівцях Тернопільської міської громади Тернопільської області за 200 м від залізничного переїзду, біля магазину.
Статус ботанічної пам'ятки природи отримала у 2009 р. на згадку про приїзд у це село в 1898 р. Івана Франка і  Леся Мартовича. Перебуває у віданні Куровецької сільської ради.
Обхват — 3,27 м. Висота — 15 м. Вік — більше 200 років.

## Світлини

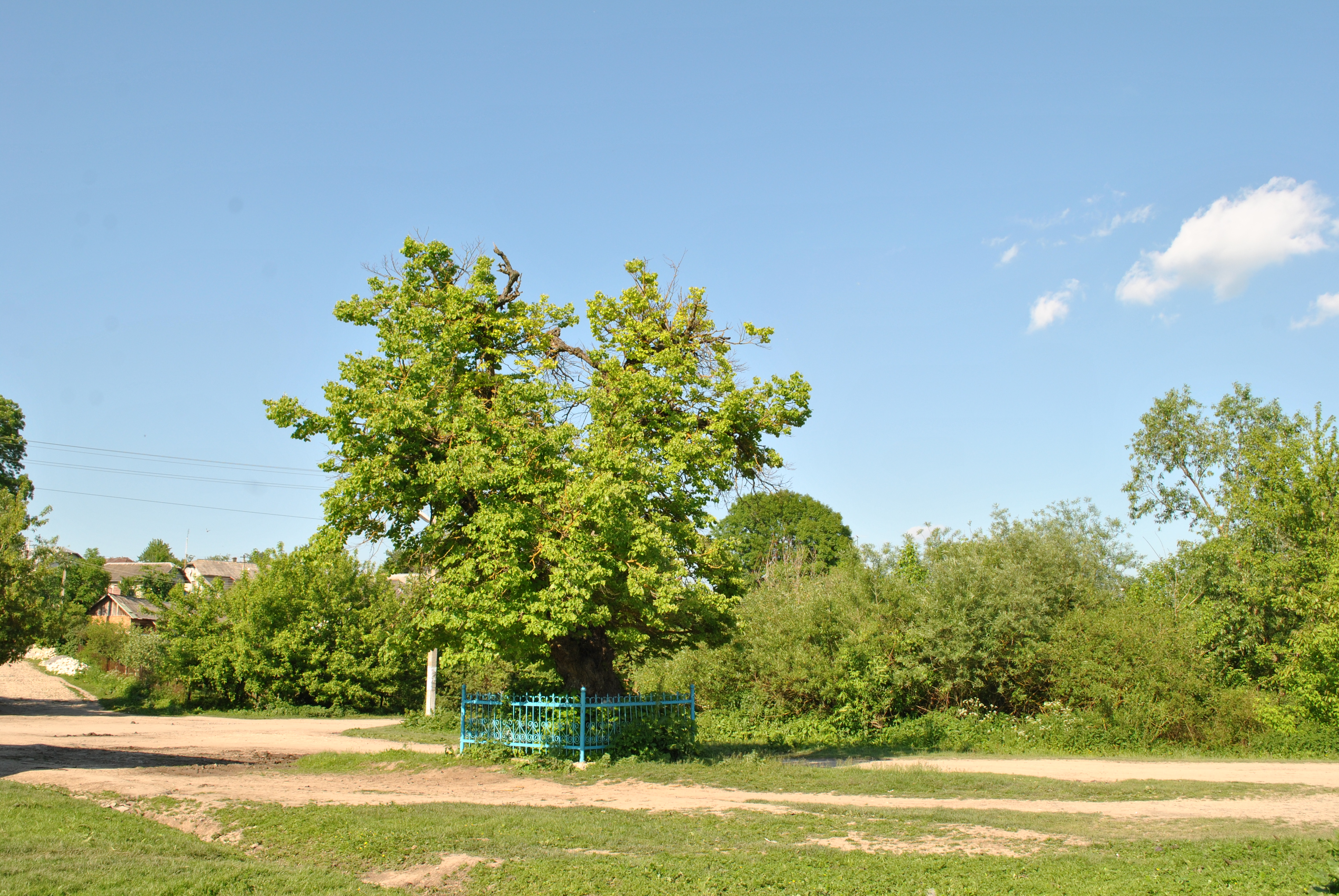
Вигляд на липу
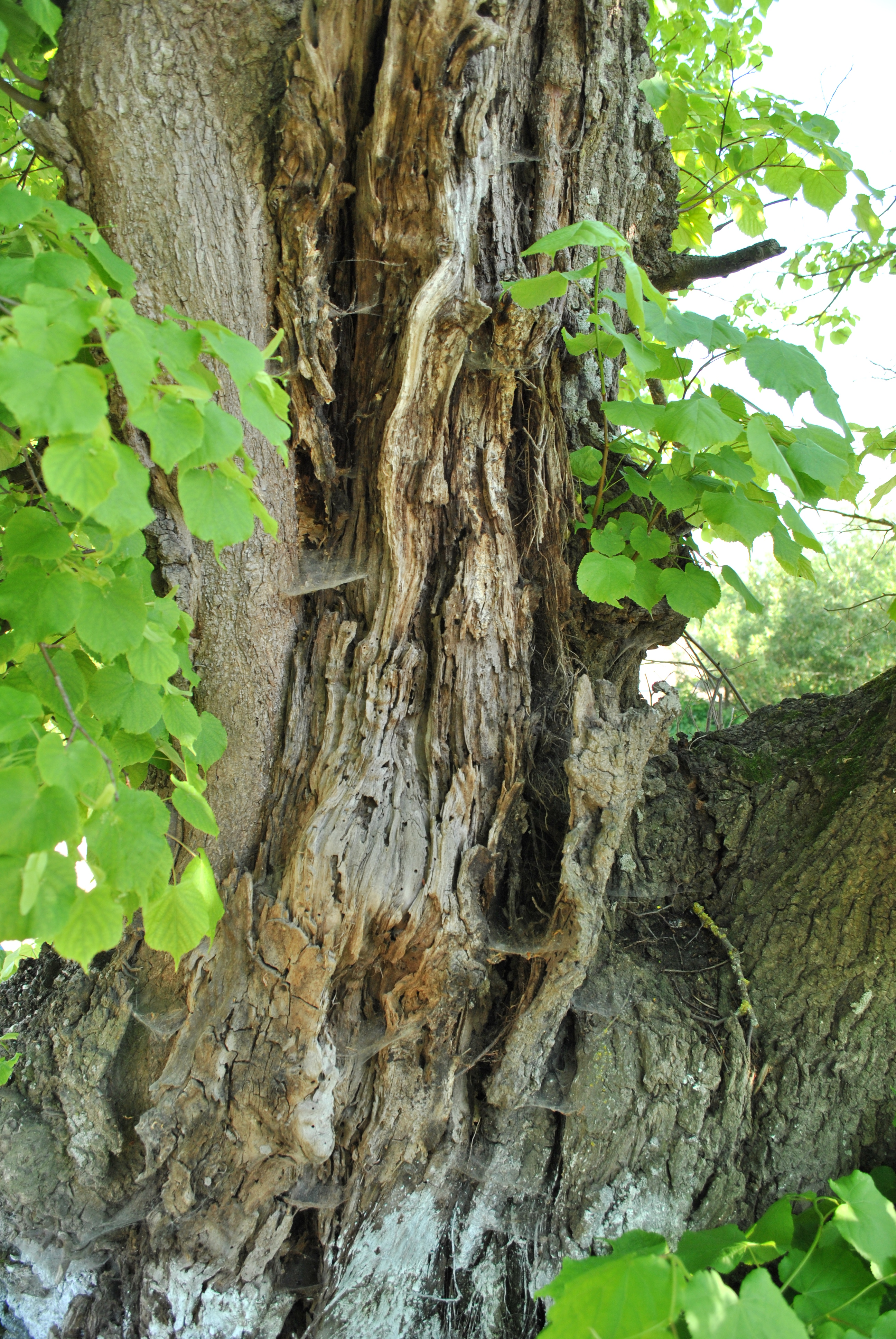
Старий стовбур трухлявіє
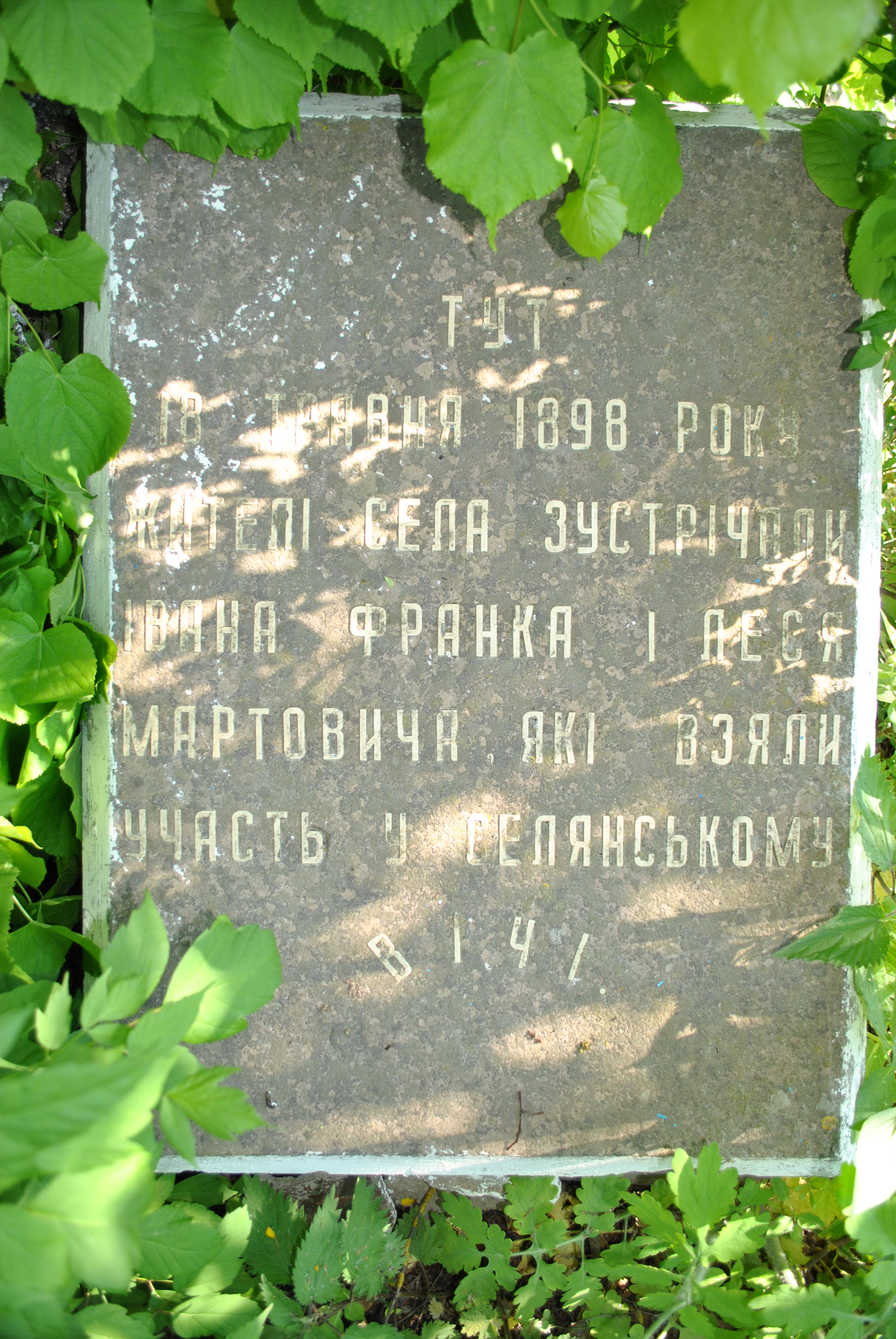
Пам'ятна таблиця